# Call of Duty: Advanced Warfare
A Call of Duty: Advanced Warfare  az Activision által kiadott katonai Sci-Fi - FPS, a sorozat 11. része. Az új generációs konzolokra és Microsoft Windows kiadásra a Sledgehammer Games, míg az előző konzolgenerációra a High Moon Studios fejlesztette a játékot. A Multiplayer és az Exo-Zombies játékmódok fejlesztője pedig a  Raven Software. Az Advanced Warfare a Sledgegammer Games első olyan Call of Duty címe, ahol a Call of Duty: Modern Warfare 3-ban lévő közreműködésük és az Infinity Ward 2011-es segédkezések után ők lehettek az elsődleges fejlesztői a játéknak. A játék 2014. november 4-én jelent meg, de a speciális bónusztartalommal ellátott Day Zero Edition már az előtte lévő napon elérhetővé vált, az előrendelők számára. Ez az első CoD a Call of Duty: Modern Warfare 2 óta, ami nem jelent meg sem Wii-re sem pedig Wii U-ra.

## Fejlesztés
A munka elején még a Call of Duty: Fog of War nevet viselte és a vietnámi háború korában játszódott volna, végül 2011 végén módosították a címet Advanced Warfare-re.
Call of Duty játékokhoz híven ez is FPS perspektívában játszható, viszont az előzőekhez képest több változást is alkalmaztakː 
- Szakítottak a hagyományos Head-up display (HUD) kijelzéssel, helyette minden információt egy holografikus kijelzőre küldtek a fegyverre felszerelve
- Bevezették az exoskeleton használatát. Ez erőteljesebbé teszi pl. az ütést, magasabbra lehet vele ugrani, álcázó mód és még más egyéb plusz funkciókat adnak a különböző Exo típusok
- Átalakították a fegyver és a gránáthasználatot isː

1. Gránát típusokː Repesz/kontakt(akkor robban amikor bármihez hozzáér)/okos(eldobás után automatikusan egy ellenséges katonához repül és ott robban fel)/villanó/EMP (elektromágneses impulzus), jelölő (eldobás után megmutatja hol vannak az ellenséges katonák) gránát.
2. Fegyver típusokː a hagyományos fegyvereken kívül választhatók lézeres vagy irányított energia fegyverek is

### Single-player
Az egyjátékos módban kampányban  Jack Mitchell karakterét irányítjuk. A játék közbeni átvezető videók segítik történet megértését, valamint minden küldetés után a játékos kap bizonyos mennyiségű fejlesztési pontokat. Ezek az Exo fejlesztésére válhatóak be. Páncél fejlesztése, ellenállás, sprint idejének növelése, fegyver visszarúgás csökkentése, az Exo akkumulátorának fejlesztése stb. Teljesen, 22 pont szükséges frissíteni az összes Exo frissítés rendszer. A kapott pontokat a játékos teljesítménye alapján adja meg a játékban.

## Cselekmény
A játékmenet egy jövőbeli idősíkon játszódik 2054 és 2061 között.
Karakterünk Jack Mitchell nevű katona, aki tengerészgyalogosként vesz részt az Atlas magán katonai vállalatnál, ami a legtöbbet fizetőnek teljesít szolgálatot. A szervezet vezetőjét Johnatan Irons-t Kevin Spacey alakítja.
A történet 2054-ben indul amikor az Észak-Korea által megszállt Dél-Korea fővárosát kell felszabadítanunk Cormack parancsnok vezetésével. A két barát Mitchell és Will Irons együtt vívja a csatát. A bevetés végén egy repülőt kellene felrobbantani, de Will keze beszorul amikor a bombát elhelyezné. A gépről lelökve megmenti Mitchell-t, de a felrobbant gép egyik darabja levágja a kezét. Will temetése után apja, Jonathan Irons, felkínálja, hogy biztosít neki egy robotkart így kapva egy második esélyt az Atlas-nál. Kiképzésünk után az első bevetés megmenteni a nigériai miniszterelnököt és elfogni a KVA egyik technológusát.
A KVA egy terror csoport, vezetőjük Joseph "Hádész" Chkheidze nevű technofób terrorista, aki szerint a világ a modern eszközök védelme valamint a technológia egy rák és ő megszabadítja a világot ettől. A világ különböző pontjain hajtanak végre támadásokat.
2055-ben a KVA egy atomreaktor ellen indít támadást Washingtonban amit az Atlas csapatának nem sikerül meghiúsítani. Később ugyanilyen támadásokat követnek el világszerte, így a nukleáris összeomlás miatti sugárzás több ezer embert öl meg és bénítja meg a kormányokat valamint a hadsereget. Az eset után az Atlas ellátmányokkal és védelemmel segíti a civileket egy esetleges újabb támadástól.
Négy évvel később, 2059-ben Mitchell és Gideon feladata behatolni Detroit városába, hogy megtalálják Hádész jobbkezét, Dr. Pierre Danois-t. Egy harmadik társ Ilona (Angela Gots), aki a Szpecnaz hadseregben szolgált vallomásra kényszeríti az orvost, így a csapat megtalálja Hádészt Görögországban, egy konferencián. A gyűlésen egy hasonmás vesz rész és csalinak lett használva, majd fel is robbantják a szobát. Az igazi Hádészt menekülés közben utolérve kis küzdelem után Mitchell elvágja a torkát. Utolsó leheletével Hádész azt mondja "Irons tudja", és ad Mitchellnek egy chipet.
Ilona elemzi a chipet, amiből kiderül, Irons megölte a nigériai technológust miután megtudta a KVA globális támadásainak célpontjait. Ez bizonyíték arra, hogy szándékosan hagyta megtörténni a támadásokat annak érdekében, hogy a cége még nagyobb hírnévre tegyen szert és ő nagyobb hatalomhoz jusson. Irons elfogja Mitchell-t és Ilona-t, de egy 3. személy segítsége által meg tudnak szökni.
A segítőről később kiderül, hogy Mitchell régi a csapatának vezetője, Cormack az, aki már tagja a "Sentinel Task Force" alakulatnak. Az új csapat tagjaként beszivárognak Irons privát lakásába megtudni mi a következő lépése. Itt kiderül, hogy Irons együttműködik a Mantikór nevű bio-fegyver kifejlesztésében. A csapat elfoglalja a gépet ami aztán lezuhan az Antarktiszon. Később Mitchell régi társa, Gideon is feltűnik és segít kiiktatni az Atlas katonáit. A csapat megszerzi a fegyver mintáját és elemzés után rájönnek, hogy a Mantikór megtámadja a DNS-t, így ölve meg az egyént. Következő lépésként a bulgáriai laborba, kell eljutni ahol a fegyver megsemmisítése a feladat.
Irons ultimátumot ad az ENSZ közgyűlésének,hogy távolítsák el az összes politikust, mert őket okolja a világ problémái miatt. Irons kihirdeti háborúját a világ ellen. Irons egy megelőző csapást akar mérni az Egyesült Államokra, de a Sentinel csapat megpróbálja ezt megállítani és leállítani. San Franciscóban kerül sor az összecsapásra de az Atlas megsemmisíti a Golden Gate hidat ezzel csapdába ejtve a 3. flottát az öbölben annak érdekében, hogy egyetlen csapással iktassák ki az egész egységet. Kijutva a csapdából és az Atlas hajóinak megsemmisítése után az USA és a világ többi része hadat üzen a szervezetnek, így Irons visszavonul a főhadiszállására.
2061-ben a Sentinel csapat és az USA hadserege megtámadják az Irakban lévő főhadiszállást. Irons beveti a bio-fegyvert, ezzel megölve sok katonát. Ilona, Mitchell és Gideon nem fertőződik meg mert az Atlas beoltotta a saját katonáit a vírus ellen. Később mind a hármójukat és Cormack-et is elfogják és fogolytáborba zárják, ahol embereken kísérleteznek a Mantikórral. Később sikerül a szökést de Cormack súlyosan megsebesül és Irons tönkreteszi Mitchell robotkezét is. Végül Irons elmenekül az Atlas központba és készen áll a Interkontinentális ballisztikus rakéta indítására.
Cormack belehalt sérüléseibe, így Mitchell és Gideon egy magányos támadást indítva behatolnak az épületbe páncélozott harci vértezetekkel. Irons letiltja a exoskeletonok használatát így megbénítva ezzel a 2 katonát. Mitchell kénytelen, kilépni a külső vázából és így üldözni Ironst. Épp lezuhanna de belekapaszkodik Mitchell robotkarjába, amit a katona végül levág, így Irons a mélybe zuhan. Végül Gideonnal elhagyják az épületet, de Mitchell megjegyzi, hogy Irons halála csak a kezdet volt, az Atlas elleni háború közel sem ért véget...

## Kritika
A játék többnyire pozitív reakciókat váltott ki, de mindenképp jobbnak titulálták mint a Call of Duty: Ghosts részt. Pozitívum volt a látvány, single-player játékmenet, valamint a gyors, változatos és izgalmas multiplayert.